# スクルンベルゲラ・オルッシキアナ
スクルンベルゲラ・オルッシキアナ（Schlumbergera orssichiana）は、サボテン科スクルンベルゲラ属の植物である。栽培が難しいため、この種自体はほとんど流通しないが、四季咲きで花が大型という特徴があり、いくつかのシャコバサボテン栽培種の交配元となっている。

## 分布と生育環境
ブラジルのサンパウロ州とリオデジャネイロ州の境界にあるボカイナ国立公園とトレスピコス州立公園の標高1000m付近にのみ分布する。ただし採取の例が少なく、詳細な分布範囲は不明である。他のスクルンベルゲラ属同様、湿度の高い熱帯高山気候の樹林の中で樹上や岩上に着生して生育する。

## 特徴
葉状茎節が分岐しながらいくつも連なるこの属に典型的な形態をしている。葉状茎節は側面に2、3個の突起がある小判状で、全体的にスクルンベルゲラ・トルンカータによく似ているが、茎節の大きさが長さ50-75×幅32-45ほどでやや大きい。ときに赤みがかったり湾曲する。
先端の茎節に、やや垂れ下がった筒状の花をつける。花は中心が白、外側がカーマインレッドで、大きさが長さ90mm×直径90mmもあり、この属最大の大きさである。スクルンベルゲラ・トルンカータとの比較では、サイズが1回りほど大きいこと（S. トルンカータは80×60mm）、花弁のそりが少なく垂れ下がっていること、花筒が10mmと短い（S. トルンカータは40mm）などの差異がある。

## 栽培
栽培株は初期に採取されたクローン1とクローン2、及びその子孫に限られる。クローン1及び2は共にウイルスに感染していることが判明している。
熱帯高山気候出身の植物であり、栽培においては激しい温度変化は避けるべきである。夏は25°C、冬は14°C以上の温度に長期間さらさないことが望ましい。根がぜい弱で、低温時や水のやりすぎにより腐敗が発生する。光周性は無く、開花は温度依存とされている。適切な栽培下では四季咲きする。スクルンベルゲラ・トルンカータとは容易に交雑し、交配種は8月、11月、3月（北半球）に開花する傾向がある。

## 分類
1978年にスクルンベルゲラ属の新種として、クローン1に由来するものがホロタイプに指定されて記載された。2011年に掲載された葉緑体ゲノムを使った2つの系統解析では、共にスクルンベルゲラ・トルンカータ（姉妹群）やスクルンベルゲラ・ルッセリアナに近い位置に置かれている。